# Província de Musashi
Musashi (武蔵国, Musashi no kuni) foi uma antiga província do Japão, que hoje compreende a prefeitura de Tóquio, a maior parte da prefeitura de Saitama e parte de Kanagawa, principalmente Kawasaki e Yokohama. Musashi fazia fronteira com as províncias de Kai, Kōzuke, Sagami, Shimōsa e Shimotsuke.

Mapa das províncias japonesas (1868) com a província de Musashi em destaque

Musashi era a maior província na Região de Kantō. Tinha sua capital na moderna Fuchū e seu templo provincial na contemporânea Kokubunji. No Período Sengoku, a cidade principal era Edo, que se tornou a cidade dominante do leste do Japão. O Castelo de Edo foi o quartel-general de Tokugawa Ieyasu antes da Batalha de Sekigahara e Edo se tornou a principal cidade do Japão no Período Edo, sendo renomeada para Tóquio durante a Restauração Meiji.
Deu seu nome ao navio da Segunda Guerra Mundial Musashi.
Veja também Miyamoto Musashi, cidade de Musashino, Terraço de Musashino.

## Cronologia de eventos importantes em Musashi
- Keiun 4, no 15º dia do 6º mês (707): A Imperatriz Genmei é empossada aos 48 anos.[2]
- Keiun 4 (707): Foi encontrado cobre na província de Musashi, na região atual de Tóquio.[3]
- Keiun 5 (708):, O nome da era deveria ser alterado para marcar a ascensão da Imperatriz Genmei; mas a escolha de Wadō como o novo nengō para o reino foi uma forma de se referir à descoberta de cobre no Distrito de Chichibu na atual prefeitura de Saitama.[4]  A palavra japonesa para cobre é dō (銅); e como era cobre nativo, "wa" (um antigo termo chinês para Japão) poderia ser combinado com "dō" (cobre) para criar um novo termo composto -- "wadō" -- significando "cobre japonês."

- Wadō 1, no 11º dia do 4º mês (708): Uma amostra do recém-descoberto cobre de Musashi foi apresentada na corte de Genmei, que formalmente reconheceu o cobre japonês.[4] A era Wadō é famosa pela primeira moeda japonesa (和同開珎, wadokaiho/wadokaichin).

- Tenshō 18 (1590): Cerco de Odawara. Domínio de Iwatsuki e Domínio de Oshi fundados na província de Musashi.

### Leitura complementar
- Brown, Delmer and Ichiro Ishida, eds. Gukanshō; "The Future and the Past: a translation and study of the 'Gukanshō,' an interpretive history of Japan written in 1219" translated from the Japanese and edited by Delmer M. brown & Ichirō Ishida. Berkeley: University of California Press.
- Kodama Kōta 児玉幸多 , Kitajima Masamoto 北島正元 (1966). Kantō no shohan 関東の諸藩. Tokyo: Shin Jinbutsu Ōraisha.
- Titsingh, Isaac. (1834). [Siyun-sai Rin-siyo, 1652]. Nipon o daï itsi ran; ou, Annales des empereurs du Japon, tr. par M. Isaac Titsingh avec l'aide de plusieurs interprètes attachés au comptoir hollandais de Nangasaki; ouvrage re., complété et cor. sur l'original japonais-chinois, accompagné de notes et précédé d'un Aperçu d'histoire mythologique du Japon, par M. J. Klaproth.  Paris: Oriental Translation Fund of Great Britain and Ireland.--Two digitized examples of this rare book have now been made available online: (1) from the library of the University of Michigan, digitized January 30, 2007; and (2) from the library of Stanford University, digitized June 23, 2006.  Click here to read the original text in French.